# 魯爾包圍戰
魯爾包圍戰，又稱魯爾口袋（英語：Ruhr pocket，德語：Ruhrkessel）， 是第二次世界大戰歐洲戰場的戰事即將結束之際，盟軍對納粹德國的大包圍之一，發生在德國工業重鎮魯爾。在此戰役中，德軍意圖突圍且欲將已駛入國土的盟軍趕出德國，最後則有約300,000名德軍投降成為俘虜，其中包含30名將官。

## 戰事

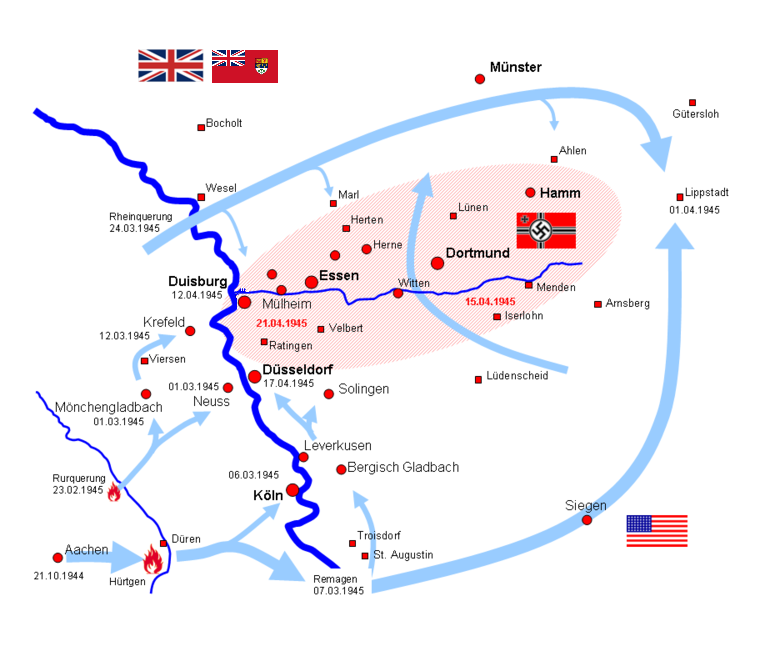
魯爾突圍戰

1945年3月盟軍橫渡萊茵河，美軍將領奧馬爾·布拉德利統率美國第12集團軍追擊潰散的德意志國防軍，並佔領了穿越雷瑪根市的魯登道夫大橋，正是在魯爾區南方。3月7日布拉德利與其部下迅速在河邊建立美軍陣地的灘頭堡，與守橋德軍激戰10天始奪得該橋的控制權以橫渡萊茵河，此段歷史曾經被拍攝成1969年的好萊塢戰爭片《雷瑪根大橋》。但也因德軍未炸毀雷瑪根大橋，故約略有70,000名德軍因此得已撤回柏林，進行最後的「首都保衛戰」。
1945年3月23日於魯爾區北邊的盟軍採取南北鉗形戰術（Ruhr Pocket，又譯為「魯爾口袋戰術」）夾擊魯爾區的德國守軍，由英軍元帥伯納德·勞·蒙哥馬利帶領英國第21集團軍展開「戰利品行動」，並且成功在雷斯與韦瑟尔兩個地方成功渡過萊茵河。
渡過萊茵河後，兩個盟軍軍團開始對境內德軍進行大掃蕩。在南方，美國第1軍團鉗螯鋒自南朝東北包圍德軍；在北方，自突出部之役後，美國第9軍團劃給英軍元帥蒙哥馬利統轄，向東南方進擊德軍與包圍掃蕩。 
盟軍數個軍團已進入德國境內，德軍不得已，徵集老弱幼殘上戰場，例如武裝親衛隊仍在訓練中的新兵部隊，以及希特勒號召成立數量龐大的志願軍、民兵和統稱為陸軍突擊隊（Volkssturm）的士兵，甚至是第一次世界大戰已經年過50或60的德軍老兵，還有名為希特勒青年團只有14歲的青少年都紛紛投入戰場對抗盟軍。
1945年4月1日盟軍南北兩大軍團鉗螯在接近利普施塔特的地方會師。4月4日完成魯爾口袋包圍圈，眾多德軍向奧馬爾·布拉德利領導的第12集團軍投降。被包圍在魯爾口袋無法突圍的德軍西部戰場B集團軍，分屬於21個德意志國防軍步兵師430,000兵力，以及魯爾區內數個城市的數百萬德國老百姓在盟軍的陸空軍交相轟炸受到嚴重破壞及損傷。
當盟軍主力先鋒部隊向更遠的德國中部及北部凱旋挺進追擊時，美軍加緊採取「分區分階段」的包圍戰攻城掠地。在1945年4月12日，來自南方的美國第1軍團及第9軍團佔領並分區控制魯爾區；第二天從蘇聯東線戰場敗退回德的小股德軍，不願成為共產黨的戰俘，特來此處向美盟軍投降。
盟軍與德軍此時在德國西邊自4月18日至21日仍持續猛烈交火，希特勒下令「須戰到最後一兵一卒」。司令官陸軍元帥瓦爾特·莫德爾簽發命令將德國B集團軍就地解散，並在杜伊斯堡以南的森林中飲彈自盡。殘存的325,000名德軍及部份文職人員，被盟軍逐出魯爾區，並關押到莱茵草原大营（Rheinwiesenlager）囚禁看管。